# 會理聖母堂
會理聖母堂，俗稱會理天主教堂或會理天主堂，位於四川省涼山州會理市，屬天主教甯遠教區。文物年代判定為1926年，2012年7月16日公佈為四川省文物保護單位。

## 概述
教堂位於四川省涼山彝族自治州會理縣元天街南段東側，於民國十五年（1926）由法國巴黎外方傳教會賈元禎籌資修建。為法國哥德復興式、羅曼復興式結合中國的樓亭建築特點，佈局嚴謹，規模龐大，具有一定的特色。
座東向西，由禮拜堂、鐘樓、醫院、修道院、傳習所、住房等，占地面積3820平方米，建築總面積約2500平方米。禮拜堂融合法國哥德復興式和羅曼復興式建築，正立面呈二層式，四柱三間，面闊11米，開拱頂豎式長方門3個，上層為拱頂方格玻璃窗，中部3窗，左右6個為盲窗，正立面為3個尖頂壁，呈“山”字形。進深29.6米，通高12.5米，門外為垂帶式踏道。內部由大廳、聖所、神父更衣室、休息室、左右小經堂和唱經樓組成。禮拜堂東建有一鐘樓，磚木結構，六角攢尖頂，通高12米；南面為男傳習所、神父客房，北面原建有聖愛醫院、女傳習所、修道院，均為硬山式頂磚木結構。
該建築對於研究會理縣西式建築類型和建築特點以及研究外國教會流入中國的歷史提供實物材料。2006年，會理天主教堂被會理縣人民政府公佈為縣級文物保護單位。。